# Русин Іван Іванович (теолог)
Русин Іван Іванович (1979, Поляна Свалявського району Закарпатської області) — ректор Української євангельської теологічної семінарії, заступник старшого єпископа Української Євангельської Церкви.

## Освіта
Доктор філософії (Національний педагогічний університет імені М. П. Драгоманова, 2019, Україна).
Магістр міжнародних відносин (Ужгородський національний університет, 2017, Україна).
Магістр теології в контекстуальній місіології (Університет Уєльсу, 2010, Велика Британія).
Бакалавр міжнародних відносин (Ужгородський Національний університет, 2014, Україна).
Бакалавр теології (Українська євангельська теологічна семінарія, 2001, Україна).

## Наукові інтереси
Богослов’я місії, теорія та практика місії, релігієзнавство, богослов’я релігії, міжрелігійний діалог, міжкультурний діалог.

## Служіння
У 2008 році прийняв сан священнослужителя через рукопокладення.
З 2017 по 2020 служив керуючим справами канцелярії Української Євангельської Церкви [Архівовано 26 липня 2020 у Wayback Machine.].
З 2018 року пастор помісної церкви "Храм Христа Спасителя" м. Київ.
У липні 2020 обраний заступником старшого єпископа Української Євангельської Церкви.

## Хобі
Біг. Учасник WizzAir марафону у Києві у 2019 році. Учасник півмарафону WizzAir у Києві у 2018 році. 